# جو براون (لاعب كرة قدم بريطاني)
جو براون (بالإنجليزية: Joe Brown)‏ هو لاعب كرة قدم بريطاني (وحمل سابقاً جنسية المملكة المتحدة لبريطانيا العظمى وأيرلندا) في مركز جناح ‏، ولد في 7 مايو 1920 في المملكة المتحدة، وتوفي في مايو 2004 في ستوك أون ترينت في المملكة المتحدة. لعب مع نادي تشستر سيتي ونادي رانكورن هالتون.